# SN 2009av
SN 2009av – supernowa typu Ia odkryta 2 marca 2009 roku w galaktyce A142355+3511. Jej maksymalna jasność wynosiła 18,62m.